# Kraftwerk Alvarez Condarco
Das Kraftwerk Alvarez Condarco (spanisch Central (hidroeléctrica) Alvarez Condarco) ist ein Wasserkraftwerk in der Provinz Mendoza, Argentinien. Es wird auch als Wasserkraftwerkskomplex Alvarez Condarco (span. Complejo hidroeléctrico Alvarez Condarco) bezeichnet.
Mit dem Bau des Kraftwerks wurde im Januar 2002 begonnen. Es wurde im Oktober 2003 fertiggestellt. Das Kraftwerk ist in Staatsbesitz (Provincia de Mendoza). Die Konzession für den Betrieb wurde der CEMMPSA im Dezember 1997 übertragen.
Das Maschinenhaus des Kraftwerks Alvarez Condarco befindet sich ungefähr 7 km von der Talsperre Potrerillos entfernt auf dem linken Flussufer des Río Mendoza. Von der Talsperre Potrerillos wird das Wasser zunächst zum Kraftwerk Cacheuta geführt. Nachdem das Wasser die Turbinen des Kraftwerks Cacheuta passiert hat, wird es durch einen Tunnel und danach durch einen Kanal zum Kraftwerk Alvarez Condarco weitergeleitet.
Die installierte Leistung des Kraftwerks Alvarez Condarco beträgt mit drei Maschinen 54,94 (bzw. 61,6) MW. Die durchschnittliche Jahreserzeugung wird mit 259 Mio. kWh angegeben.
Zwei Francis-Turbinen leisten jeweils maximal 23,3 MW; eine dritte Francis-Turbine leistet 15 MW. Die Nenndrehzahl der Turbinen beträgt 375 bzw. 333,3 min−1. Die Fallhöhe liegt zwischen 80 und 84,5 m. Der Durchfluss beträgt zwischen 20 und 30 m³/s.